# ムスタルシド
アル＝ムスタルシド（アラビア語: المسترشد　転写：al-Mustarshid、1092年 - 1135年8月29日）はアッバース朝の第29代カリフである。先代のカリフ、アル＝ムスタズヒルの子。
傀儡化の進んでいたアッバース朝の再軍備を行い、セルジューク朝の軛からの脱却を目指し、マズヤド朝のドゥバイス2世やザンギー朝のイマードゥッディーン・ザンギーらと戦った。

## 生涯
1092年、ムスタズヒルの息子として生まれる。1118年即位。1095年頃から金曜礼拝の際のフトバで彼の名前が唱えられており、先代ムスタズヒルの明確な後継者であった。
1123年、ドゥバイスがイラクを攻撃した際は自ら出陣し、これを破っている。なお、この時カリフ軍に従った武将アクソンコル・アル＝ブルスキの配下に、イマードゥッディーン・ザンギーがいる。
1127年、セルジューク朝の代替わりにより若年のスルタン、マフムードが即位した。セルジューク朝の武将でバグダードを任されていたヤルンカシュ・アル＝ザカウィがムスタルシドの勢力伸長をマフムードに警告し、マフムードはバグダードへ侵攻しカリフ軍との戦闘となった。事態を収拾できなくなったマフムードは、この時バスラの司令官となっていたザンギーを呼び寄せ、カリフ軍と戦わせた。ムスタルシドはザンギーに敗れ、武器を置いた。
1131年-1132年、先述のマフムードが没し、セルジューク朝の後継者争いが始まった。これを好機と見たムスタルシドは、諸勢力の調停に立ち権威回復を図る。先のカリフ軍との戦闘の功を認められアレッポとモースルを領有していたザンギーは、この状況に危機感を覚え、庇護下に置いていたドゥバイスとともにバグダードへ進軍した。ムスタルシド自ら率いるカリフ軍とザンギー軍の戦闘は、ドゥバイスが逃げ出しザンギー軍の敗北に終わった。
1133年、ムスタルシドはザンギーの息の根を止めるべくモースルへと進軍したが、三ヶ月に渡る頑強な抵抗の前にモスル奪取は失敗し、この失敗によってムスタルシドは部下の武将たちから見放され1135年6月、セルジューク朝のスルタンに敗れて捕らえられたところを、乱入してきたニザール派の刺客に殺された。

## 人物
紅毛碧眼で顔には赤茶けたしみがあったという。
イブン＝アル＝アシールは著書『完史』の中で、ムスタルシドについて以下のように述べている。
「彼は強くまた勇敢であり非常に大胆で、遠大な夢を持っていた。彼はアラビア語にきわめて達者であり雄弁であった。私は彼が嘆願書に対して書いた返信も見たことがあるが、それは素晴らしい筆跡と文章技能で書かれていた」
イブン＝アル＝アシールも述べているムスタルシドの雄弁さについて、ニザーミー・アルーズィー『四つの講話』には以下のようにある。
「カリフは説教の間にあまりの悲しみと絶望からセルジューク朝について不平を述べた。アラブの雄弁家、ペルシアの能弁家たちはいずれもそれをこう評している。すなわち、預言者の弟子にして、コーランの注釈者たちたる教友たち以来、かかる流麗かつ雄弁な話をした者はいない」
なお、ムスタルシドの宰相ジャラールッディーン・アブー＝アリー・アル＝ハサン・イブン＝スィドカは有能で、一度セルジューク朝の圧力によって解任した後も、ムスタルシドは彼を再度任用している。ジャラールッディーンはアル＝ハリーリーに『マカーマート』の執筆を促した人物としても知られる。